# Eustala rustica
Eustala rustica là một loài nhện trong họ Araneidae.
Loài này thuộc chi Eustala. Eustala rustica được Arthur Merton Chickering miêu tả năm 1955.